# Maison présidentielle du Honduras
La Maison présidentielle du Honduras (en espagnol : Casa Presidencial de Honduras), également connue sous le nom de Palais José Cecilio del Valle (en espagnol : Palacio José Cecilio del Valle), est la résidence présidentielle destinée au chef d'État du Honduras.

## Histoire

### Premiers édifices
À partir de 1821, la première maison destinée au bureau et à la résidence du souverain de l'État du Honduras était celle du conseil municipal de Comayagua. À cet endroit, plusieurs décisions importantes ont été prises au stade encore naissant du Honduras en tant que nation, et ce, pour environ soixante ans jusqu'à ce que la capitale soit définitivement transférée à Tegucigalpa, par le décret n° 11 du 30 octobre 1880 lors du gouvernement de Marco Aurelio Soto, surnommé le « Réformateur de la République ».
La première maison présidentielle de la ville de Tegucigalpa serait un bâtiment en bois de deux étages construit par Juan Judas Salavarría, situé au sud-ouest de la Plaza de la Merced, où se trouve aujourd'hui le sous-sol de l'actuel palais législatif. Les bureaux exécutifs étaient logés au deuxième étage, où se trouvait le bureau du président Soto et du secrétaire général du gouvernement Ramón Rosa. En 1883, le nouveau président, le général Luis Bográn, estime que la maison occupée par Soto n'est pas adéquate et déplace donc les bureaux dans un autre bâtiment localisé à droite de la salle des séances du Congrès national. Érigé avec des bases en pierre et des murs en pisé, il comporte de grandes salles aux fins des fonctions administratives gouvernementales décorées de la bannière, du pavillon, des boucliers et des peintures des héros nationaux.
Dans ce bâtiment, ont résidé les présidents Luis Bogran Barahona, Ponciano Leiva Madrid, Domingo Vásquez Toruño, Policarpo Bonilla Vásquez, Terencio Sierra Romero, Manuel Bonilla Chirinos, Miguel Rafael Dávila Cuéllar et Francisco Bertrand Barahona, qui ont gouverné le pays de 1883 à 1919. Ce dernier, dans sa troisième et dernière présidence transfère le siège du gouvernement dans un nouvel édifice où se trouve aujourd'hui la Banque centrale du Honduras et les bureaux de poste nationaux.

### LePalacete

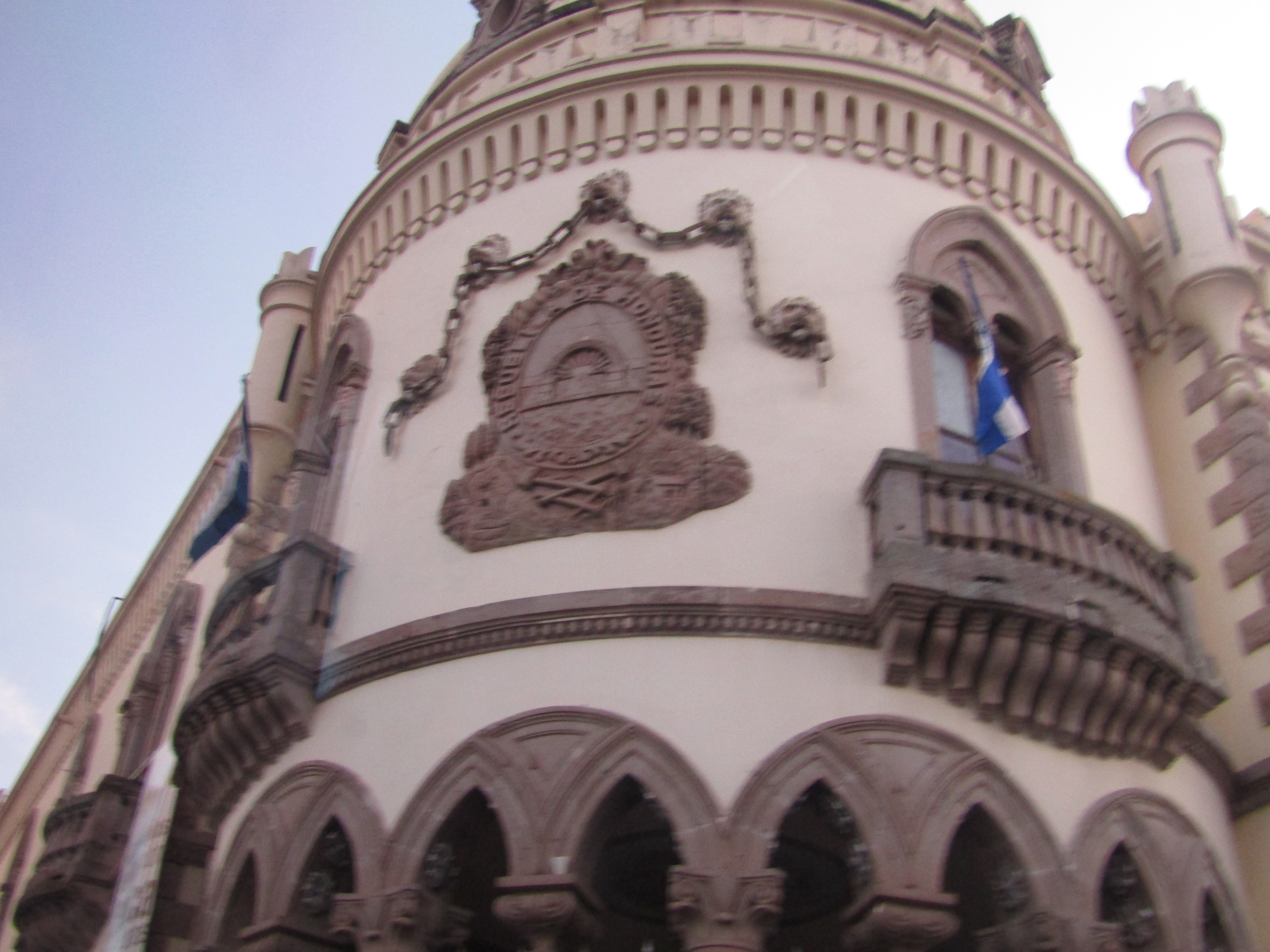
Façade du Palacete, ancienne maison présidentielle.

L'ancienne Maison présidentielle, appelée le Palacete Presidencial, est de 1922 à 1994 la résidence du président du Honduras. Actuellement, le Centre de documentation de recherche historique du Honduras (CDIHH) a son siège dans cet édifice. De style architectural victorien européen classique et gothique, la construction du bâtiment s'entame de 1916 et s'étend jusqu'à 1922. Son hauteur est de 17 mètres et possède une superficie de 400 mètres carrés.

#### Construction
Le terrain où l'ancienne maison présidentielle a été construite appartenait auparavant à la légation mexicaine et à l'hôtel Picadilly. Celle-ci est construite entre 1916 et 1922, faisant suite à la proposition du président d'alors Francisco Bertrand Barahona, qui achète en 1914 une propriété de Jerónimo Zelaya, au coût de 40 000 pesos honduriens, afin d'y construire son propre siège. La conception du bâtiment est confiée à l'architecte italien Augusto Bressani, qui construit un palais en utilisant de la pierre et du sable des carrières près de Tegucigalpa et de la rivière Choluteca. Le palais comprend deux étages, des tours de guet, un dôme, plusieurs chambres et bureaux, des salles de réception et de réunion ainsi qu'un patio et des pièces réservées à la garde présidentielle, entre autres. Le bâtiment y était richement décoré avec des plafonds à caissons en bois et terre cuite, des carreaux enduits et décorés, des lampes de verre, des couloirs cheminant au travers de statues rapportées d'Italie, des sols pavés de mosaïques (carreaux) et de céramiques réalisées dans les ateliers Bellucci en Italie. 

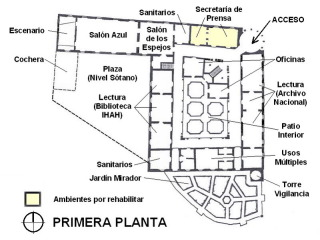
Plan du manoir, ancienne maison présidentielle du Honduras (1920-1992).

#### Occupation

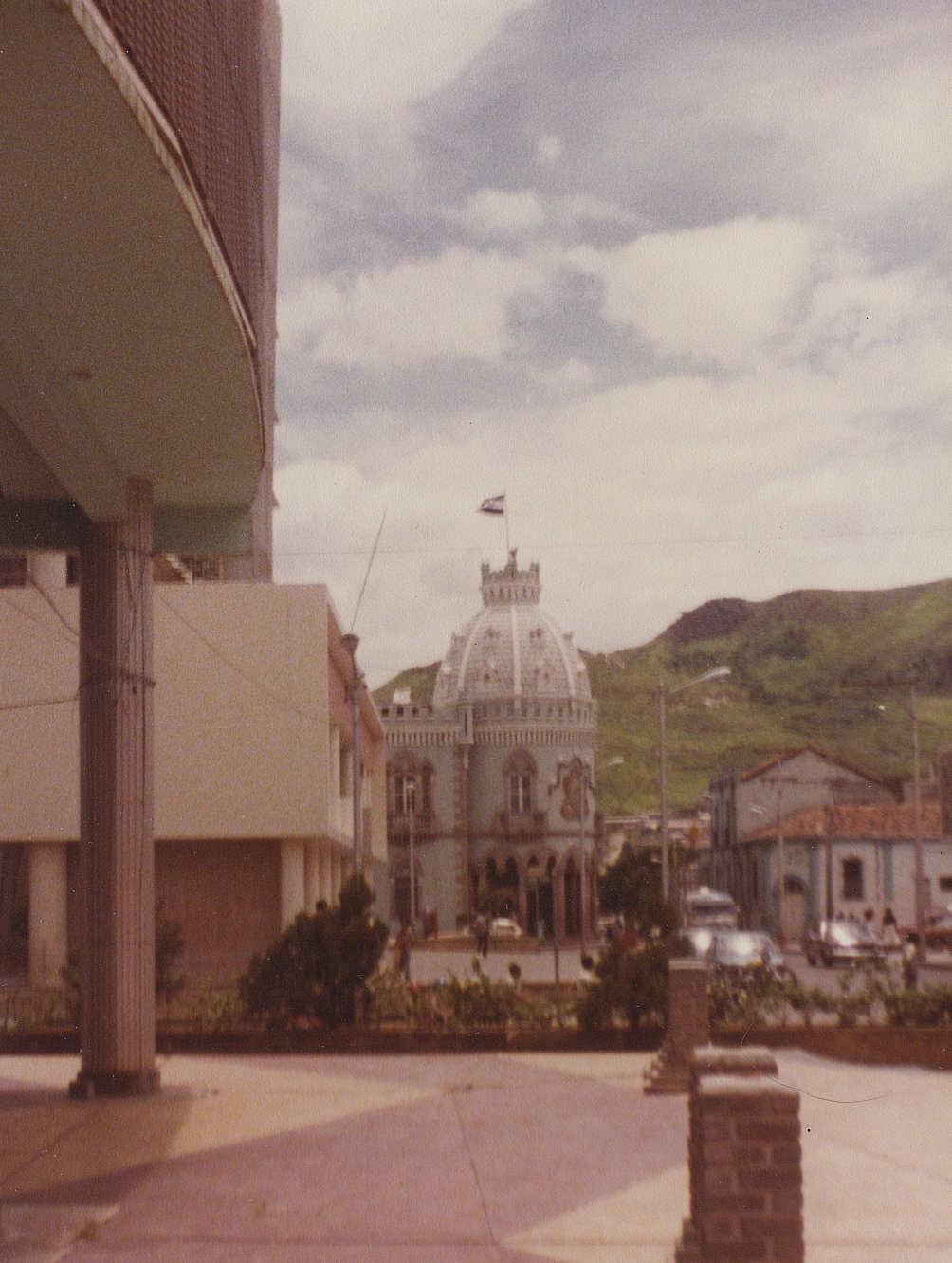
Le Palacete durant les années 1980.

Le palais, habitable à partir de 1919, est occupé pour la première fois en 1920 par le général et président Rafael López Gutiérrez (1920-1924). En 1924, la maison est fortifiée en raison de la deuxième guerre civile hondurienne au cours de laquelle le dictateur López Gutiérrez est renversé. Plus tard, le général Vicente Tosta Carrasco devient son nouveau locataire, le bâtiment conserve sa garde d'honneur présidentielle toujours en alerte en raison des rébellions constantes du général Gregorio Ferrera qui tente de prendre le pouvoir trois fois. Le président Miguel Paz Barahona occupe ensuite la maison, suivi du président, Vicente Mejía Colindres, qui verra son mandat mouvementé jusqu'à l'arrivée de la présidence de longue durée du docteur et général Tiburcio Carías Andino de 1933 à 1949.

Les présidents suivants l'occupèrent également : Juan Manuel Gálvez, Julio Lozano Díaz, le triumvirat militaire de 1956-1959, Ramón Villeda Morales, Oswaldo López Arellano, Ramón Ernesto Cruz, Juan Alberto Melgar Castro, Policarpo Paz García, Roberto Suazo Córdova, José Simón Azcona del Hoyo et Rafael Leonardo Callejas, qui décide de transférer deux ans après son arrivée à la présidence, le siège présidentiel dans un bâtiment moderne sur le boulevard Miraflores, à côté du palais de justice, et ce, après 72 ans d'utilisation. 

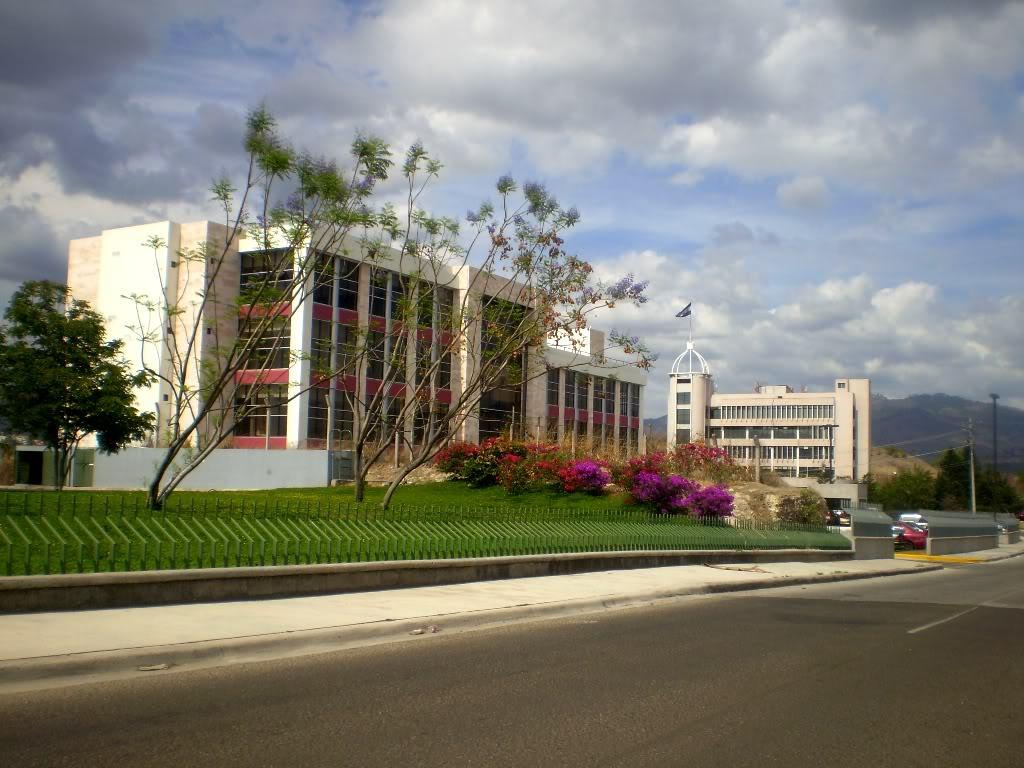
En arrière-plan, l'édifice utilisé par Rafael Leonardo Callejas comme maison présidentielle.

Pour les deux années suivantes de son gouvernement, Rafael Leonardo Callejas préside le pays à partir d'un immeuble de six étages dans lequel sont aménagés les bureaux exécutifs, ceux pour le personnel et les conseillers présidentiels, celui de la paie, celui de l'information gouvernementale et de la presse, le secrétariat, les salles pour événements et réunions, la salle de réunion des ministres et d'autres dépendances. Bien que plus grand que le palais précédent, ce bâtiment ne répond pas aux besoins du pouvoir exécutif. Son successeur, Carlos Roberto Reina Idiáquez, reçoit en 1994 ce bâtiment à titre de résidence présidentielle. Callejas ordonne alors la restauration de l'ancienne maison présidentielle, qui abritera éventuellement les Archives nationales du Honduras et un musée national, élevé au patrimoine historique national.

#### Usage actuel
Actuellement, les installations de l'ancienne maison présidentielle sont occupées par le Centre documentaire de recherche historique du Honduras (CDIHH). Malgré le fait qu'il ne s'agisse plus du palais présidentiel, les autorités de cet organisme ont pris soin de maintenir le lieu dans un état quasi-intact, notamment afin de rappeler la vie présidentielle de cette époque.
L'objectif du CDIHH est de fournir un espace de recherche pour les professionnels, les écrivains, les historiens et les étudiants en mettant l'accent sur l'« histoire nationale » et est composé des Archives nationales du Honduras, des Archives ethnohistoriques et la Bibliothèque spécialisée en anthropologie et histoire.

### Maison présidentielle actuelle
En 1998, le nouveau président, Carlos Roberto Flores Facussé, insatisfait du bâtiment choisi par l'ancien président Callejas Romero, décide de déplacer le siège exécutif vers un nouvel emplacement, qui était destiné au ministère hondurien des Affaires étrangères : le Palais José Cecilio del Valle, un bâtiment imposant dont la construction débute en 1988 sous la présidence de l'ingénieur José Simón Azcona et conçu par l'architecte Jorge Luciano Durón Bustillo. Celui-ci a coûté 40 millions de lempiras et s'est réalisé avec la participation du gouvernement de Taïwan. Le principal bureau présidentiel hondurien est nommé « Altar Q » et la salle de réception diplomatique est nommée en l'honneur du général Francisco Morazán. Il s'y trouve également la salle de session exécutive, la salle constitutionnelle, décorée de peintures du peintre Carlos Zúñiga Figueroa, la salle de conférence, le bureau de la première dame ainsi que d'autres suites, une salle à manger et un jardin.
À partir du 25 janvier 1998, ce bâtiment accueille les présidents de la République, Carlos Roberto Flores Facussé, Ricardo Maduro, Manuel Zelaya, Roberto Micheletti, Porfirio Lobo Sosa, Juan Orlando Hernández et Xiomara Castro.